# Сускинаёль
Сускинаёль (устар. Сускин-Ёль) — река в России, течёт по территории городского округа Ухта Республики Коми. Устье реки находится в 14 км по левому берегу реки Лёк-Кем. Длина реки составляет 17 км.

## Данные водного реестра
По данным государственного водного реестра России относится к Двинско-Печорскому бассейновому округу, водохозяйственный участок реки — Печора от впадения реки Уса до водомерного поста Усть-Цильма, речной подбассейн реки — Печора ниже впадения Усы. Речной бассейн реки — Печора.
Код объекта в государственном водном реестре — 03050300112103000075731.